# 昆虫の構造
昆虫の構造（こんちゅうのこうぞう）では昆虫の成虫の外部、内部構造を扱う。昆虫は明瞭に頭部、胸部および腹部の3部分に分かれ、それぞれ複数体節が似た構造を共有してまとまったものである。どのような昆虫でも頭、胸および腹にある器官はそれほど変わりない。これらの三構造の接続部分には大概、神経や消化管など器官と器官をつなぐ器官または器官系しか入っていないのが一般的である。血管系は退化しており、体内に血液を充填させている。

有翅昆虫の構造モデル（成虫） 前後で大きく頭部 (A)、胸部 (B)、腹部 (C) に分かれている。循環器系は赤、神経系は青、消化器系は緑で示されている。以下、丸印で示された構造の名称を記す。
1. 触角
2. 単眼（上部）
3. 単眼（下部）
4. 複眼
5. 脳（脳神経節）
6. 前胸
7. 背動脈 - 赤く太い線で示した
8. 気管 - 薄紫色で示した
9. 中胸
10. 後胸
11. 前翅
12. 後翅
13. 中腸（胃）
14. 心臓
15. 卵巣 - 茶色（網目状）で示した
16. 後腸（腸、直腸、肛門）
17. 肛門
18. 雌体
19. 神経索（腹神経節）
20. マルピーギ管 - 黄色とオレンジ色で示した
21. 褥盤
22. 爪
23. 跗節（ふせつ）
24. 脛節 (けいせつ)
25. 腿節 (たいせつ)
26. 転節
27. 前腸（餌袋、胃）
28. 胸神経節
29. 基節
30. 唾腺（唾液腺）- 黄色とオレンジ色で示した
31. 食道下神経節
32. 口器

## 外部形態
昆虫は節足動物であるため、その体は数多くの体節を繰り返した体節制からなり、それぞれの体節には付属肢（関節肢）などが備わっているのが基本である。しかし、昆虫では異規体節制が進んでおり、前後で頭部・胸部・腹部という3つの合体節（がったいせつ）にまとめられ、それぞれの部分で形態の差が大きい。付属肢は胸部のものだけが歩脚として発達し、頭部では感覚器官や口器の形で存在し、腹部では目立ったものはほとんどなく、末端の生殖器や尾毛に現れる程度である。
頭部・胸部・腹部の間はごく狭くなっている場合もあれば、幅広く接続する場合もある。しかし、頭部と胸部の間は、ほとんどの例ではごく狭くなり、頭部を自由に動かせるようになっている。

### 頭部
頭部は外見上体節に分かれていないが、先節と直後5体節の融合でできたものである。眼（1対の複眼と最多3個の単眼、複眼と単眼参照）・上唇・口は先節由来で、触角・大顎・小顎・下唇は順に第1・3・4・5体節に由来する付属肢である（第2体節は付属肢を持たない）。眼と触角は主要な感覚器官で、上唇・大顎・小顎・下唇は摂食器官として口の周りで口器をなし、種類によって構造を異にしている。大顎と小顎は対になっているが、上唇と下唇は左右融合している。
内部では、先節と第1・2体節に由来する3節の神経節は発達した脳（脳神経節）となり、順に前大脳・中大脳・後大脳と呼ばれている。

## 歩脚
胸部に備わる3対の付属肢を歩脚といい、付け根から先端にかけて基節・転節・腿節・脛節・跗節の計5節に分れている。ただし、跗節は更に複数の跗小節に分かれ、往々にして爪や褥盤などの構造を持つ。歩いての移動のために使われる他、前脚は捕獲のために鎌になっていたり（カマキリなど）、後脚は跳躍用（バッタなど）や遊泳用（ゲンゴロウなど）に発達していたりと、様々な適応がみられる。

## 幼虫の構造
幼虫も、基本的な構成は成虫と同じで、頭部・胸部・腹部に分かれ、胸部には3対の付属肢があるのが基本である。変態の様式によってやや変わる。
完全変態の昆虫では、昆虫としての基本構成は変わらないまでも、成虫とは姿が大きく異なる。イモムシのように腹部にも移動用の器官（腹脚）を発達させる例もあれば、ハエなどウジ状の無肢構造をとるものもある。成虫に見られる翅の元である翅芽は体内にあって外からは見えない。
不完全変態の昆虫（若虫）では、成虫とほぼ同じ構造をとるが、腹部に鰓を持つカゲロウやイトトンボの幼虫のように、成虫に見当たらない器官を持つの例もある。翅芽は体外にあり、ある程度発達すると見分けられる。
無変態の昆虫では、成虫とほぼ同じ構造をとる。
過変態の昆虫では、有肢になったり無肢になったり、ウジ構造になったり、成長段階で様変わりする。一般に一令幼虫が脱皮する構造が大きく変わる。

## 内部構造
排出系としてマルピーギ管がある。
発達した神経系により、かなり複雑な行動ができる。